# José María Mur Bernad
José María Mur Bernad (Gistaín, Província d'Osca, 17 de septembre de 1942) és un polític d'Aragó. Va fundar el Partit Aragonès Regionalista (PAR) el 1977 junt a vint-i-sis persones.

## Carrera política
Va formar part de la mesa encarregada de la redacció de l'Estatut d'Autonomia d'Aragó.
Va ser elegit diputat de les Corts d'Aragó el 1983 i el 1987. L'octubre de 1989 fou elegit diputat del Congrés dels Diputats per Saragossa i el 1993 en fou reelegit. El 1988 va ser elegit president del PAR per quarta vegada.